# 跨線橋

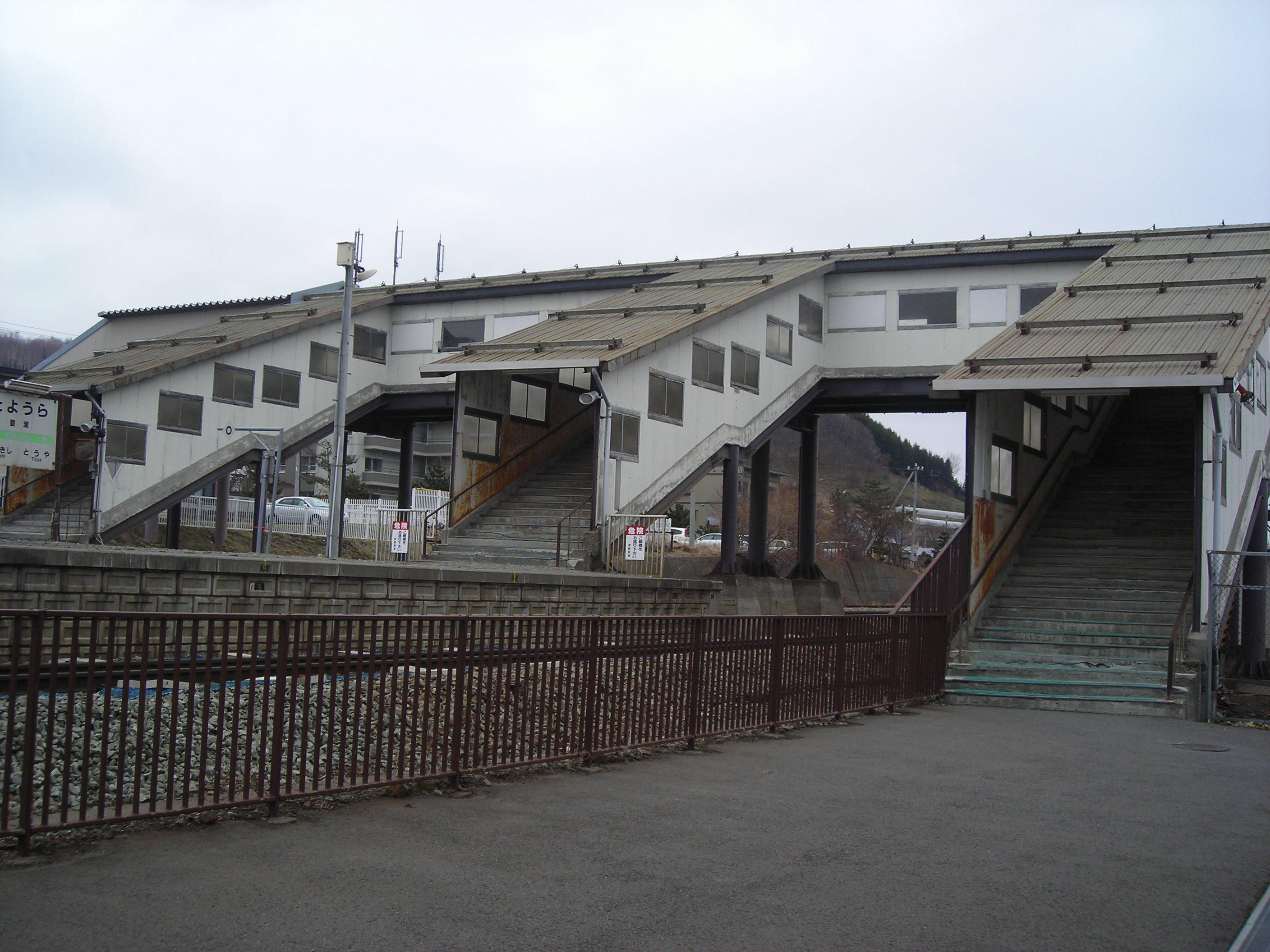
跨線橋の例（JR北海道室蘭本線 豊浦駅：2007年〈平成19年〉4月）

跨線橋（こせんきょう）とは橋の一種で、鉄道線路を跨ぐもの。道路を跨ぐ橋は跨道橋という。
立体交差化することを目的とするもの（跨線道路橋、一般的には「陸橋」と呼ばれるもの）がある。

## 道路用跨線橋
線路を跨ぐ道路の橋で、跨線道路橋と呼ばれる。歩行者のみが渡れるもの・歩行者も自動車も渡れるもの・自動車専用道路のものなどがある。
一般的には、オーバーパス（overpass）と呼ばれる道路を高架上に上げた形の橋が多いが、切通しや掘割を通る線路の上に架かる道路の橋も跨線橋である。
古いものの中には、歩行者専用橋では主要な構造部材を中古のレールで造ったもの（東京都の白金桟道橋など）や、自動車も渡れるものでは鉄道用の鉄橋・鋼橋の桁を転用したものも存在する。

## 駅構内の跨線橋
鉄道駅構内の跨線橋には古くから大切に使われているものも多く、産業文化財として貴重なものもあるが、建て替えが進められているため、古い跨線橋は急速に減りつつある。跨線橋の主要な構造部材を中古のレールで造ることもかつてはよく行われ、そのレールが貴重なものであることもある。
近年では、鉄道駅が橋上駅舎とされることが多く、その場合は駅舎と跨線橋は一体化したものとなる。大規模な駅の場合、橋上駅舎化されるだけではなく、駅前広場そのものを高架化してペデストリアンデッキと一体化しているものも増えてきた。
また1990年代末からは特に、高齢者や車椅子使用者への利便などバリアフリーの観点から、エレベーターを備え付ける場合も多くなっている。一方でこれらの整備は費用が掛かるため、代替として構内踏切を新設するケースもある。
階段を廃し、ホームと橋上との間の昇降手段がエレベーターのみしか設置されていない跨線橋もある（岐阜県のJR東海中央本線 恵那駅など）。ただしこれらの多くは、別に非常用の階段を備えている。
建築当時から移設されていない日本最古の駅構内の跨線橋は、愛知県のJR東海武豊線半田駅構内のもの（1910年〈明治43年〉造）とされていたが、武豊線の高架化により2021年〈令和3年〉6月5日をもって駅構内での供用を終えることになった（駅前に整備される公園に移築される予定）。

## ギャラリー

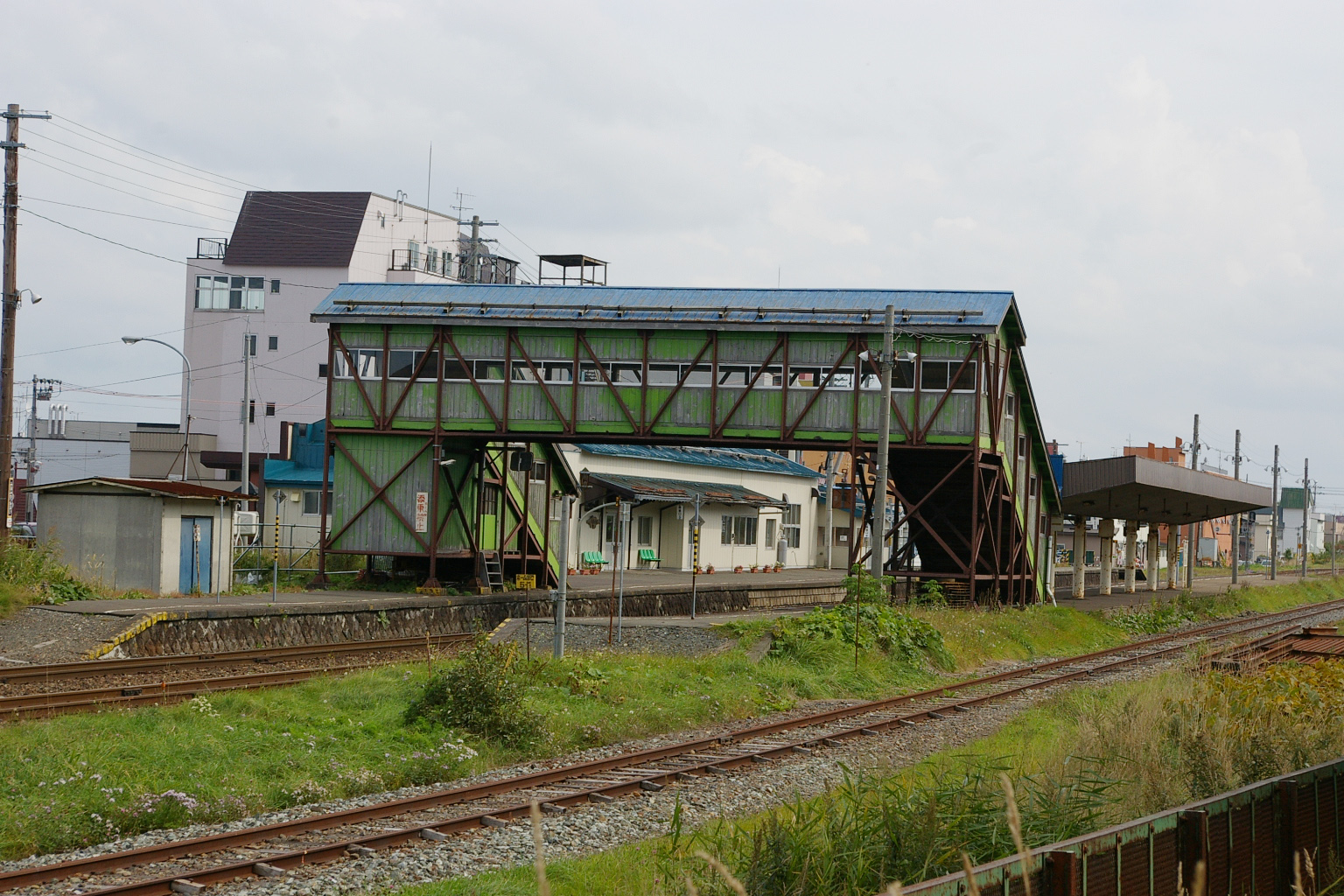
廃レールを再利用した跨線橋（南稚内駅）
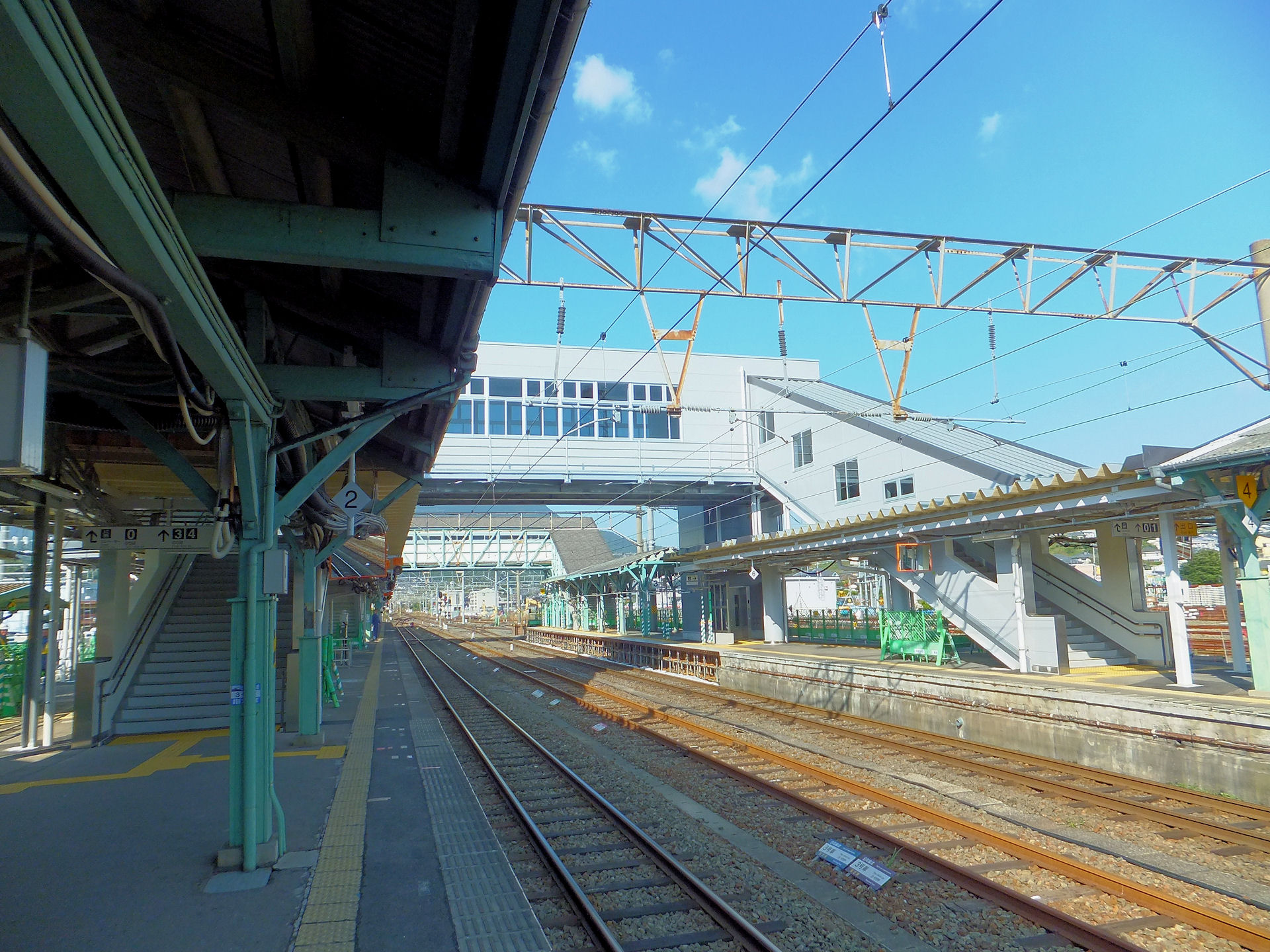
新旧跨線橋架け替え中の例（早岐駅）
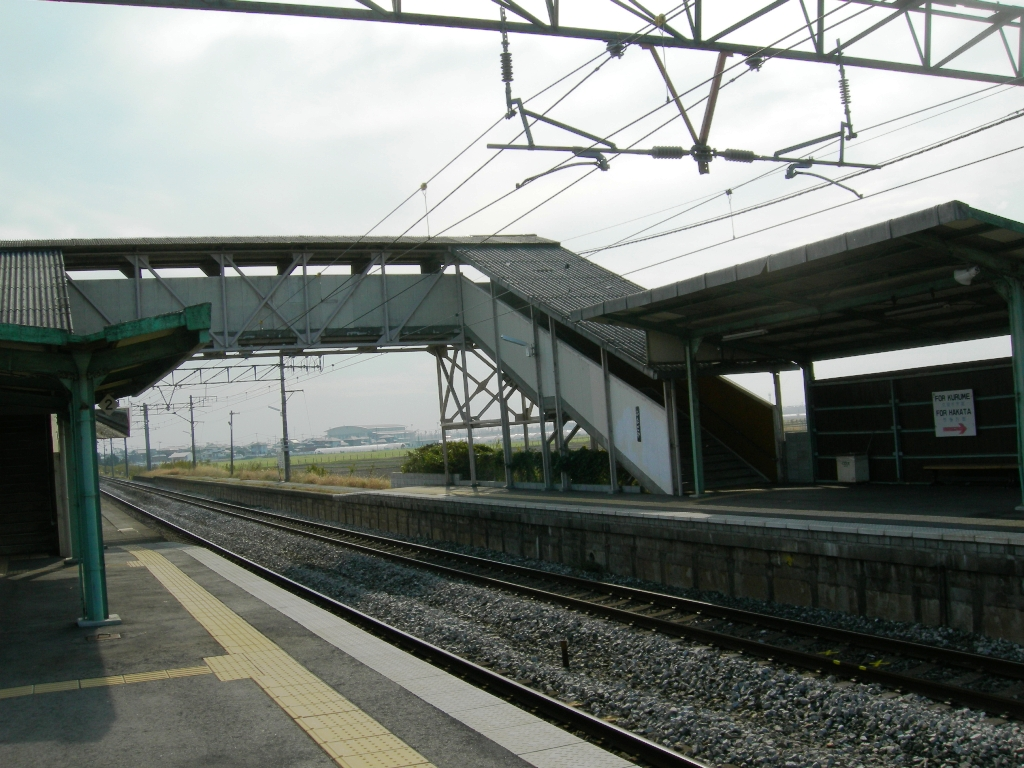
ガラス窓を不使用（筑後船小屋駅）
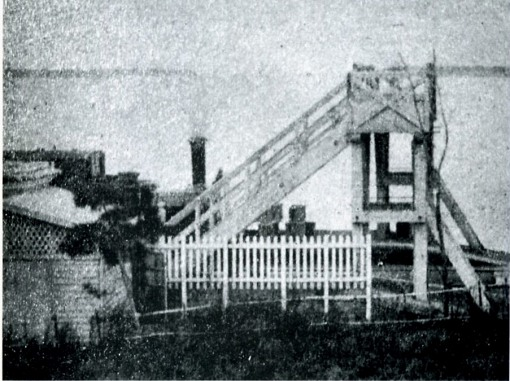
品川駅の木造跨線橋（明治時代）
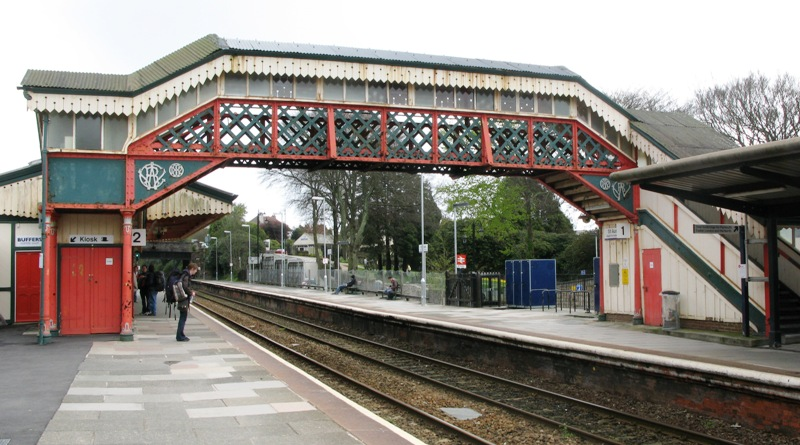
セント・オーステル駅（イギリス）の跨線橋

## 鉄道用跨線橋
鉄道が他の鉄道の上を跨ぐものであり、跨線線路橋とも称する。